# Capparis trichocarpa
Capparis trichocarpa är en kaprisväxtart som beskrevs av Bi Sin Sun. Capparis trichocarpa ingår i släktet Capparis och familjen kaprisväxter. Inga underarter finns listade i Catalogue of Life.